# マッテオ・カンチェッリエーリ
マッテオ・カンチェッリエーリ（Matteo Cancellieri、2002年2月12日 - ）は、イタリア・ローマ出身のサッカー選手。イタリア代表。パルマ・カルチョ1913所属。ポジションはフォワード。

## 経歴

### クラブ
2020年9月、マラシュ・クンブラがエラス・ヴェローナFCからASローマへ移籍する契約の一環として、カンチェッリエーリ自身はローマの下部組織からヴェローナに買取義務付きの2年間の期限付き移籍で加入した。2020-21シーズンはカンピオナート・プリマヴェーラ2で戦い、15得点を挙げて得点王に輝いた。
19歳で迎えた2021-22シーズンはヴェローナのトップチームの一員となると、シーズン初戦となった8月14日のコッパ・イタリア1回戦のUSカタンザーロ戦で先発しデビューを果たした。21日のセリエA開幕節のホームでのUSサッスオーロ・カルチョ戦では、0-1と負け越しているなか後半開始と同時にニコラ・カリニッチに代わって出場し、セリエAにもデビュー。12月15日のコッパ・イタリア2回戦のエンポリFCとの試合で18分にトップチームでの初得点を挙げ、2022年3月20日のセリエA第30節のエンポリ戦でも72分にネットを揺らし、セリエAでの初得点を記録した。
2022年6月30日、一定の条件が達成されることにより買い取り義務の発生する期限付き移籍でSSラツィオに加入した。
2023年8月16日、完全移籍で加わったラツィオから、買い取りオプション及び買い戻しオプション付きの期限付き移籍でエンポリFCに加入した。
2024年8月14日、セリエAに昇格したパルマ・カルチョ1913に買い取りオプション付きの期限付き移籍で加入した。

### 代表

#### ユース代表
2021年8月27日、翌月の3日と7日に行われるUEFA U-21欧州選手権2023予選の試合に向けたU-21イタリア代表のメンバーに初招集された。すると、3日にスタディオ・カルロ・カステラーニで行われたU-21ルクセンブルク代表との試合で先発に名を連ね早速のデビューとなると、50分には左サイドからペナルティエリアに侵入して右足を振りぬき、初得点も決めた。

#### A代表
2022年5月20日、イタリア代表を率いるロベルト・マンチーニは24日から26日にかけてコヴェルチャーノで行う若手選手のトレーニングキャンプに参加する53名を発表。カンチェッリエーリもそのメンバーに選出された。26日には、すでに23日に発表された翌6月の5試合に臨む39名のイタリア代表に、新たに追加招集される形で初選出された。6月1日のアルゼンチン代表とのフィナリッシマにはメンバー入りしなかったが、4日にスタディオ・レナート・ダッラーラで行われたUEFAネーションズリーグ2022-23のドイツ代表との試合ではベンチ入りし、1-1で引き分けているなか85分からジャンルカ・スカマッカに代わってピッチに入り初出場を果たした。試合はこのまま1-1で終了したが、この試合では自身を含め6名がイタリア代表にデビューした。なお、ヴェローナに所属する選手がイタリア代表の試合に出場するのは、ロベルト・トリチェッラとルイジ・デ・アゴスティーニが1987年6月10日のアルゼンチン代表との試合に出場して以来35年ぶりの出来事であった。

## エピソード
2018年3月13日、スタディオ・オリンピコ・ディ・ローマで行われたUEFAチャンピオンズリーグ決勝トーナメント1回戦2ndレグのASローマとシャフタール・ドネツクの試合で当時16歳のカンチェッリエーリはボールボーイを務めていた。するとローマがリードしているなか、79分にシャフタールのイヴァン・オルデツが一発退場となった。その直後、ピッチサイドでボールを抱えていたカンチェッリエーリは、ボールの返還を早く求めるシャフタールのファクンド・フェレイラに押されて広告板を乗り越えて転倒してしまった。この出来事で一時両軍の選手がもみ合う形となり、フェレイラにはイエローカードが提示された。のちにフェレイラから謝罪があり、カンチェッリエーリも理解を示してそれを受け入れた。なお、この試合にローマは勝利し、続くFCバルセロナとの戦いも制して34年ぶりとなるベスト4まで進出した。